# Kissing a Fool
Kissing a Fool – szósty singiel, promujący debiutancki album George’a Michaela Faith. „Kissing a Fool” to ballada z wpływami jazzu, w której wykorzystano pianino, bas, gitarę, perkusję i sekcję dętą. Wokale zostały nagrane a cappella w jednej próbie.
Utwór wydano 21 listopada 1988 roku jako ostatni singiel z albumu. Okazał się on jednak najmniej popularny; dotarł do 5. miejsca na amerykańskiej liście Billboard Hot 100 (dla porównania 4 poprzednie single wylądowały na szczycie notowania, a jeden na drugim miejscu), i 18. na brytyjskiej UK Singles Chart. „Kissing a Fool” było również roboczym tytułem pierwszej płyty Michaela.

## Lista utworów
7" (Wlk. Brytania) [Epic EMU 7]
1. „Kissing a Fool” – 4:34
2. „Kissing a Fool” (instrumental) – 4:34

12" (Wlk. Brytania) [Epic EMU T7)
1. „Kissing a Fool” – 4:34
2. „Kissing a Fool” (instrumental) – 4:34

CD (Wlk. Brytania) [Epic CD EMU 7]
1. „Kissing a Fool” – 4:34
2. „Kissing a Fool” (instrumental) – 4:34
3. „A Last Request” – 3:48